# Erik von Sydow (kemist)
Christian Fredrik Erik von Sydow, född 11 mars 1930 i Göteborgs Vasa församling, död 2 december 2016 i Göteborgs Haga församling, var en svensk forskningsdirektör och fysikalisk kemist.
Han disputerade 1956 vid Stockholms universitet och tilldelades professors namn 1962. Han var verksam vid Pharmacia AB och invaldes 1971 som ledamot av Ingenjörsvetenskapsakademien. von Sydow var riddare av Kungliga Vasaorden.